# Le Secret du rapport Quiller
Pour plus de détails, voir Fiche technique et Distribution.
Le secret du rapport Quiller (The Quiller Memorandum) est un film d'espionnage britannico-américain réalisé par Michael Anderson et sorti en salles en 1966.

## Synopsis
Les services secrets britanniques envoient un de leurs hommes, Quiller, à Berlin-Ouest afin d'enquêter sur le meurtre de deux de leurs agents par une organisation néo-nazie dirigée par "Oktober", qui se présente comme un aristocrate allemand. Quiller, habitué à travailler seul, sème l'homme chargé de le protéger et contacte une ravissante jeune femme, Inge, professeur et collègue d'un des membres de l'organisation qui, arrêté, s'est pendu. Elle lui livre quelques informations. Quiller est enlevé, malmené, interrogé sur les services secrets britanniques, puis se retrouve en piteux état au bord d'un canal. Son chef veut savoir où se trouve le siège de ces néo-nazis. Quiller passe une nuit avec Inge qui dit connaître quelqu'un pouvant le renseigner. Après cette rencontre Quiller et Inge se retrouvent devant une étrange bâtisse, à moitié en ruine. Il part l'explorer laissant Inge dans la voiture avec un numéro à appeler au cas où il ne revient pas rapidement. Quiller est à nouveau aux mains d'Oktober et, dans la même pièce, Inge prisonnière. Oktober propose un marché : des renseignements sur les services secrets anglais contre sa vie et celle d'Inge. Quiller a la nuit pour réfléchir. Il erre dans Berlin à la recherche d'un téléphone pour prévenir ses supérieurs mais partout il se heurte aux hommes d'Oktober. Il trouve enfin un subterfuge, tout le groupe est arrêté, Inge n'est pas parmi eux. Quiller la revoit plus tard, dans son lycée, il a compris qu'elle était complice d'Oktober, l'avait attiré dans un piège mais il la laisse libre et repart à Londres.

## Fiche technique
- Titre original : The Quiller Memorandum
- Titre : Le Secret du rapport Quiller
- Réalisation : Michael Anderson
- Scénario : Harold Pinter, d'après le roman The Berlin Memorandum d'Adam Hall
- Direction artistique : Maurice Carter
- Décors : Arthur Taksen
- Costumes : Carl Toms (en)
- Photographie : Erwin Hillier
- Son : C. C. Stevens, John Aldred (en)
- Musique : John Barry
- Montage : Frederick Wilson
- Distribution des rôles : Weston Drury Jr.
- Producteur : Ivan Foxwell (en)
- Sociétés de production : The Rank Organisation et Ivan Foxwell Productions
- Distribution :  20th Century Fox ;  J. Arthur Rank Film Distributors
- Box-office :
  -  France : 343 909 entrées[1]
- Pays d'origine[2] :  Royaume-Uni,  États-Unis
- Langues originales : anglais, allemand
- Format : couleur — 35 mm — 2,35:1 — Mono (Westrex Recording System)
- Genre : Espionnage, Thriller
- Durée : 104 minutes
- Dates de sortie :
  - Royaume-Uni : première à Londres le 10 novembre 1966, sortie nationale le 13 janvier 1967
  - États-Unis : 15 décembre 1966
  - France : 3 mars 1967
- Affiches : Raymond Elseviers (Belgique), Jean Mascii (France)

## Distribution
- George Segal (VF : Marcel Bozzuffi) : Quiller
- Alec Guinness (VF : Gérard Férat) : Pol
- Max von Sydow (VF : Jean Berger) : Oktober
- Senta Berger (VF : Elsa Manet) : Inge Lindt
- George Sanders (VF : Jean-François Laley) : Gibbs
- Robert Helpmann (VF : Michel Gudin) : Weng
- Robert Flemyng (VF : René Bériard) : Rushington
- Peter Carsten : Hengel
- Edith Schneider : la directrice de l'école
- Günter Meisner (VF : Claude Vernier) : Hassler
- Philip Madoc : l'homme au pantalon marron

## Chanson du film
- "Wednesday's Child" : paroles et musique de John Barry et Mack David, interprétée par Matt Monro.

## Distinctions
- BAFTA 1967
  - nomination de Maurice Carter pour Meilleure direction artistique britannique – Couleur
  - nomination de Frederick Wilson pour Meilleur montage
  - nomination d'Harold Pinter pour Meilleur scénario britannique